# Papaipema pterisii
Papaipema pterisii é uma espécie de mariposa da família Noctuidae. Pode ser encontrada na América do Norte.
O número MONA ou Hodges para Papaipema pterisii é 9480.